# Échangeur de Pérignat-lès-Sarliève
L'Échangeur de Pérignat-lès-Sarliève est un échangeur autoroutier situé sur le territoire des communes de Pérignat-lès-Sarliève et d'Aubière au sud de Clermont-Ferrand. Il est constitué d'un ensemble de bretelles et d'un grand rond-point. L'échangeur constitue le point de jonction entre les parties est (A71/A75) et sud (RD 2089) de la rocade de Clermont-Ferrand et permet la desserte de tout le sud de l'agglomération de Clermont-Ferrand depuis l'autoroute A75.

## Axes concernés

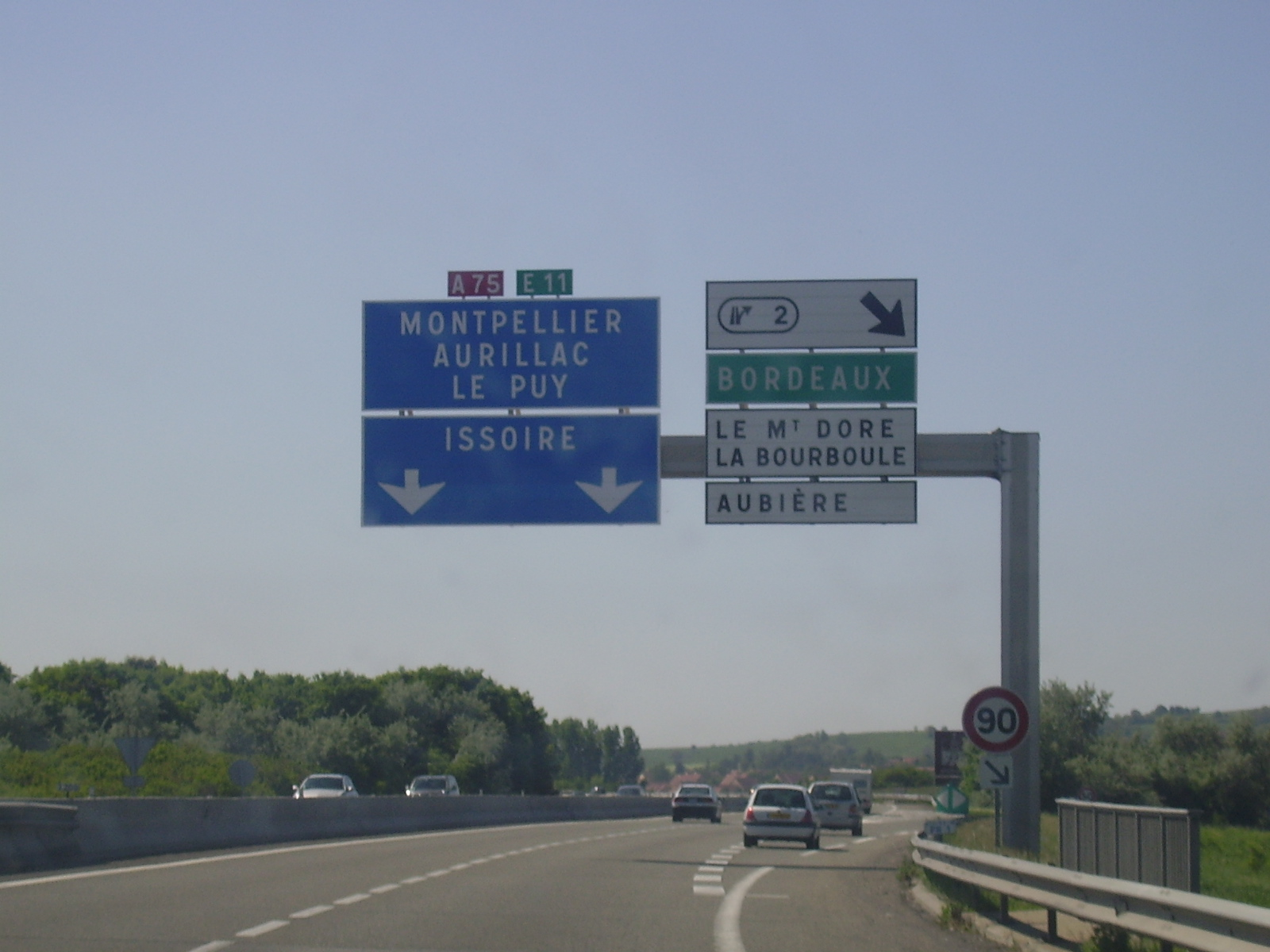
L’échangeur sur l’autoroute A75 (en direction du sud).

- l'A 75 (ou Rocade Est) : axe Paris - Béziers/Montpellier ;
- la RD 2009 (ex-RN 9) : vers le centre de Clermont-Ferrand et Aubière ;
- la RD 2089 (ex-RN 89) (ou Rocade Sud) : vers Bordeaux et La Bourboule ;
- la RD 978 (ex-RN 9) : vers Pérignat-lès-Sarliève

## Dessertes
- Salle Le Zénith d'Auvergne (Zénith de Clermont-Ferrand)